# Ratusz w Witebsku
Ratusz w Witebsku (biał. Віцебская ратуша) – dawna siedziba władz miejskich Witebska, której budowę ukończono w 1775 roku. Obecnie mieści muzeum krajoznawcze. 

## Historia
Ratusz skończono budować w 1775 roku już po I rozbiorze Rzeczypospolitej, gdy miasto włączono do Rosji. Liczący trzy piętra budynek zbudowano na planie prostokąta. Wystrój fasady nawiązuje do klasycyzmu. Ratusz jest jedną z najbardziej charakterystycznych budowli Witebska, głównie ze względu na swą wysmukłą czworoboczną wieżę zbudowaną w stylu baroku. Zdobią ją pilastry, woluty, gzymsy i nisze, całość przykryta jest hełmem z iglicą, na szczycie której zamontowano w 1918 roku czerwoną gwiazdę sowiecką na pamiątkę zwycięstwa rewolucji na wschodniej Białorusi. 
Po włączeniu Witebska w skład RFSRR w budynku umieszczono muzeum krajoznawcze, którego podstawę zbiorów stanowi kolekcja Muzeum Wojskowego z Wilna przeniesiona na wschodnią Białoruś w okresie I wojny światowej. 

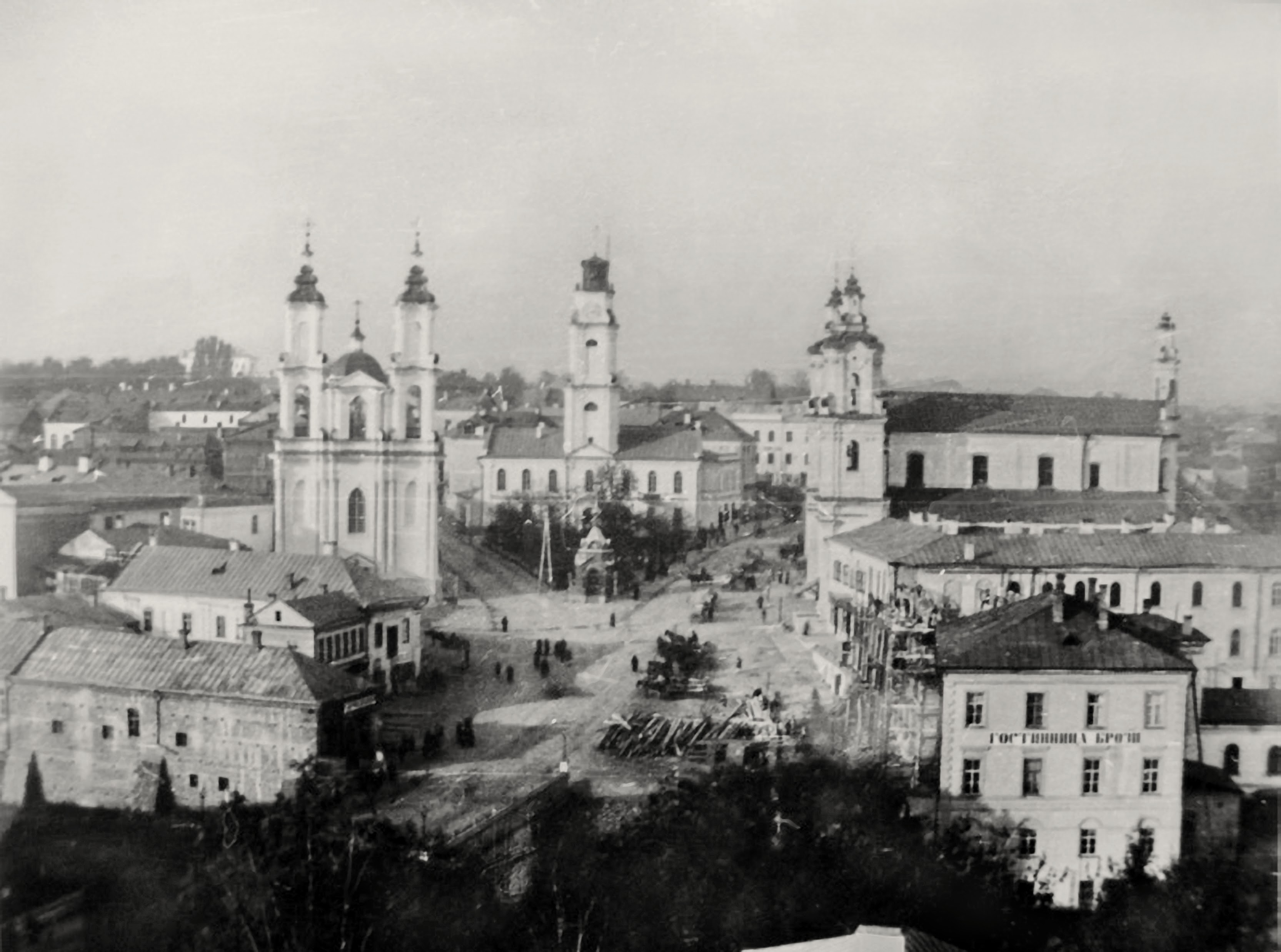
Witebski rynek w XIX wieku